# Xargon
Xargon（1984年7月31日—），本名張瑋，別名殺梗，遊戲代號：Xargon0731，台湾實況主、電子競技《絕對武力》前職業選手。2004年踏入電競圈，代表臺灣參加WCG世界電子競技大賽、IEM英特爾極限高手盃、ACON5世界電腦遊戲大賽、ESWC等國際賽事，於服兵役後退居幕後。
退役後曾擔任台灣電子競技聯盟（TeSL）賽事部部長、台灣競舞娛樂「Garena電競館」館長、4Gamers節目企劃、eXtreme Gamers eSport Club副領隊，同時也是台灣Twitch知名實況主。2016年5月1日正式轉為全職實況主。

## 職業生涯成績
| 年份          | 賽事項目                          | 成績     | 備註 |
| ------------- | --------------------------------- | -------- | ---- |
| 2004年        | 台南貝汝資訊展 CS 大賽            | 第1名    |      |
| 2004年        | SOC 第一屆公開賽                  | 第2名    |      |
| 2004年        | ESWC 國手選拔賽 台灣區            | 第1名    |      |
| 2004年        | Hinet 網路遊戲大賽                | 第1名    |      |
| 2004年        | WCG 國手選拔賽 台灣區             | 第2名    |      |
| 2004年        | SOC 第二屆公開賽                  | 第1名    |      |
| 2004年        | SOC 第三屆公開賽                  | 第1名    |      |
| 2004年        | SOC 第四屆公開賽                  | 第1名    |      |
| 2005年        | Acon 5 香港區                     | 第1名    |      |
| 2005年        | Acon 世界總決賽                   | 第9~16名 |      |
| 2005年        | WCG 國手選拔賽 台灣區             | 第1名    |      |
| 2005年        | WCG 世界總決賽 新加坡             | 第9~16名 |      |
| 2006年        | Hinet 網路遊戲大賽                | 第1名    |      |
| 2006年        | WGT 台灣區                        | 第1名    |      |
| 2006年        | WCG 國手選拔賽 台灣區             | 第1名    |      |
| 2006年        | WCG 世界總決賽 義大利             | 第9~16名 |      |
| 2006 ~ 2007年 | SF 個人賽 台北區                  | 第2名    |      |
| 2006 ~ 2007年 | SF 個人賽 宜蘭區                  | 第2名    |      |
| 2006 ~ 2007年 | SF 團體賽 台中網路聖堂            | 第1名    |      |
| 2006 ~ 2007年 | SF 團體賽 台北麗華行              | 第1名    |      |
| 2006 ~ 2007年 | SF 第一屆網咖盟主爭霸賽           | 第1名    |      |
| 2006 ~ 2007年 | SF 第一屆世界總決賽               | 第3名    |      |
| 2006 ~ 2007年 | CS 彩虹 3C 死鬥個人賽 台北區      | 第1名    |      |
| 2006 ~ 2007年 | WCG 三合一大賽                    | 第1名    |      |
| 2009年        | SOC 第二十二屆公開賽              | 第4名    |      |
| 2009年        | TwPokerGamer 北區 Dota Allstar 賽 | 第1名    |      |
| 2009年        | IEM 亞洲總決賽                    | 第7~8名  |      |

## 經歷

### 2016年
01月
- 26日 參加《戰爭學院》人格保衛戰，主持人SoBaDRush。[5]

05月
- 05～08日 與多位實況主受邀到上海觀戰《LOL》2016 MSI 季中邀請賽。
- 28日 隊伍「訂閱寺典韭韭鎂」於暴雪娛樂舉辦《鬥陣特攻》台日對抗賽 vs. DeToNator,最終比數由「訂閱寺典韭韭鎂」取得優勝。[6][7]

07月
- 17日 隊伍「訂閱寺典韭韭鎂」挑戰聯賽《百萬獎金網咖盃》取得優勝。
- 22日 獲Ahq e-Sports Club冠名贊助所屬隊伍「訂閱寺典韭韭鎂」。[8]

08月
- 05、07日 隊伍「Ahq.s」挑戰聯賽《Overwatch島田菁英賽 Shimada Cup 2016》棄賽止於四強。
- 09日 於台北三創生活園區《英特爾 Core i7 處理器極致版體驗會》湯姆克蘭西：全境封鎖效能展示，與潔哥/李秉潔。[9][10]
- 12、13日 隊伍「Ahq.s」挑戰聯賽《Overwatch島田菁英賽 Shimada Cup 2016》為當週冠軍。
- 19、20日 隊伍「Ahq.s」挑戰聯賽《Overwatch島田菁英賽 Shimada Cup 2016》為當週冠軍。
- 26、27日 隊伍「Ahq.s」挑戰聯賽《Overwatch島田菁英賽 Shimada Cup 2016》棄賽止於四強。

09月
- 03日 隊伍「訂閱寺典韭韭鎂(Ahq.s)」挑戰聯賽《百萬獎金網咖盃》八強敗於StayFrosty 。
- 04、05日 隊伍「Ahq.s」挑戰聯賽《Overwatch島田菁英賽 Shimada Cup 2016》四強敗於StayFrosty 。
- 09、10日 隊伍「Ahq.s」挑戰聯賽《Overwatch島田菁英賽 Shimada Cup 2016》終場敗於DeToNator 。
- 13日 參加《Intel 強大核心 重裝上陣]》節目，與 SoBaDRush、Uzra-汪澈、Bebeisadog、6tan、Gura、統神。
- 16～19日 隊伍「Ahq.s」受邀參加日本東京電玩展2016 - 09月18日OverWatch《鬥陣特攻邀請賽》 AHQ vs DTN 。 [11]
- 29～10月6日 與17位台灣實況主共同受邀至美西參加《TwitchCon2016 Twitch嘉年華》。

11月
- 03、04日 與內子宮崎葵共同受邀參加《ITF台北國際旅展 - 牽手去旅行記者會》、《個人公民記者直播導覧》。
- 12日 WirForce《鬥陣特攻》Powered by GeForce©邀請賽。[12]

12月
- 10日、11日 於YouTube Gaming鬥陣特攻亞太邀請賽擔任賽評。[13]

### 2017年
01月
- 1日 與優格姐姐公布喜訊。[14][15]
- 20日 2017台北電玩展《七龍珠 異戰2》舞台活動、《For Honor》舞台活動。[16]
- 23日 2017台北電玩展《獵神》實況主表演賽、Twitch夥伴粉絲見面會。[17]

04月
- 15日 《Ingress》臺北任務日[18]

05月
- 05日 《ETtoday遊戲雲 | 鳳梨不累OnlinePlay 》: 宅男公敵殺梗Xargon 準爸爸的大考驗。[19]

06月
- 12日 《【公益活動】與優格姊姊＆殺梗吃飯聊毛孩》反棄養公益聚餐。
- 14日 Asus【ZenFone AR上市窩聚日】，遊戲體驗介紹。[20]

11月
- 09日 掛名ahq，聯同 KO、溫拿石頭（W1nner）、以及澳門實況主 Waisun，率隊參加中國《絕地求生》電競賽。[21]
- 24日 WIRFORCE 2017於花博爭艷館，率隊參加ahq PUBG戰隊成立大會。
- 25日 WIRFORCE 2017 AORUS X PUBG FIGHT 總決賽。[22]

### 2018年
01月
- 11日 ahq《絕地求生》戰隊訪談於Yahoo奇摩電競。[23]
- 26日 萬代南夢宮娛樂活動:【鐵拳7 拳王爭霸賽】、【太鼓之達人 合奏咚咚咚! 鼓王爭奪戰】、【假面騎士 巔峰戰士 挑戰賽】。
- 27日 HyperX《PUBG台日交流賽》:DeToNator v.s Xargon / KO。[24]
- 29日 萬代南夢宮娛樂活動:【少女與戰車 戰車夢幻大會戰 對抗賽】、【七龍珠FighterZ 最強戰士爭霸戰】、【刀劍神域 奪命凶彈 限時挑戰賽】。[25]

### 2019年
04月
- 天空傳媒《阿宅fun瘋趣》，與優格擔任節目主持人（2019年4月至今～）

## 外部連結
- Xargon的Instagram帳戶
- YouTube上的Xargon頻道
- YouTube上的副頻道頻道
- Xargon的Facebook專頁
- Xargon的Twitch频道